# أليكس بروكس
أليكس بروكس (بالإنجليزية: Alex Brooks)‏ هو لاعب هوكي الجليد أمريكي، ولد في 21 أغسطس 1976 في ماديسون في الولايات المتحدة.

## وصلات خارجية
- أليكس بروكس على موقع دوري الهوكي الوطني (الإنجليزية)
- أليكس بروكس على موقع قاعة مشاهير الهوكي (لاعب أن.إتش.أل) (الإنجليزية)
- أليكس بروكس على موقع EliteProspects.com (الإنجليزية)
- أليكس بروكس على موقع HockeyDB.com (الإنجليزية)
- أليكس بروكس على موقع Hockey-Reference.com (الإنجليزية)